# Precious (chanson de Yuna Itō)
Pour les articles homonymes, voir Precious.
Singles de Yuna Itō
Faith / Pureyes
(2006) Stuck on You
(2006)
Precious est le 3e single de Yuna Itō sorti sous le label Sony Music Entertainment Japan le 3 mai 2006 au Japon. Il atteint la 3e place du classement de l'Oricon. Il se vend à 38 583 exemplaires la première semaine, et reste classé pendant 31 semaines, pour un total de 218 183 exemplaires vendus. C'est le 2e single le plus vendu de Yuna Itō.
Precious a été utilisé comme thème musical pour le film Limit of Love ~Umizaru~.
Precious se trouve sur l'album Heart et sur la compilation Love.
Yuna Itō est allée en Nouvelle-Zélande pendant 5 jours pour tourner le clip de Precious.

## Liste des titres
| 1. | Precious                | Noguchi Kei         | Haya10, Maestro-T | 5:48 |
| 2. | I’m Free                | H.U.B.              | Haya10            | 4:52 |
| 3. | Secrets                 | Yuuki Rei, Yuna Itō | Tanaka Nao        | 3:40 |
| 4. | Precious (Instrumental) | Noguchi Kei         | Haya10, Maestro-T | 5:46 |

## Interprétations à la télévision
- CDTV (29 avril 2006)
- Music Fair 21 + "Endless Story" (29 avril 2006)
- Music Station (5 mai 2006)
- Music Fighter (5 mai 2006)
- Music Station (26 mai 2006)
- Best Hit Song Festival 2006 (20 novembre 2006)
- FNS Kayousai 2006 (6 décembre 2006)
- 39th Japan Yusen Taisho (16 décembre 2006)
- Sakigake Ongaku Banzuke + "Truth" (29 décembre 2006)
- CDTV 2006-2007 Special (31 décembre 2006)